# Svátek Ježíše Krista, nejvyššího a věčného kněze
Svátek Ježíše Krista, nejvyššího a věčného kněze (latinsky festum Domini nostri Iesu Christi Summi et Æterni Sacerdotis) se slaví ve čtvrtek po slavnosti Seslání Ducha svatého (jeden týden před svátkem Božího Těla) v zemích, jejichž biskupská konference požádala Svatý stolec o jeho zařazení do svého liturgického kalendáře. Poprvé se začal slavit ve Španělsku, kde jeho slavení povolil papež Pavel VI. v roce 1970. Od roku 2014 se slaví také na Slovensku a od roku 2015 také v ČR.